# Nadezhda Popova
Nadezhda «Nadia» Vasilievna Popova (en ruso: Наде́жда Васи́льевна Попо́ва, en ucraniano: Надія Василівна Попова; 17 de diciembre de 1921 - 6 de julio de 2013) fue una de las primeras pilotos militares femeninas de la Unión Soviética y una heroína de la Segunda Guerra Mundial, en la que formó parte de una unidad de bombardeo formada exclusivamente por mujeres, con dicha unidad realizó más de 852 misiones y obtuvo las más altas condecoraciones otorgadas por la Unión Soviética, incluyendo el título honorífico de Heroína de la Unión Soviética, la Orden de Lenin y tres veces la Orden de la Estrella Roja.

## Biografía

### Infancia y juventud
Nadia Popova, nació el 17 de diciembre de 1921 en el pueblo de Shabanovka, distrito de Livensky, gobernación de Oriol, en la RSS de Rusia (actualmente raión de Dolzhansky, óblast de Oriol), en el seno de una familia de clase trabajadora. Se crio en la ciudad ucraniana de Donetsk. Se enamoró de la aviación cuando un pequeño aeroplano aterrizó cerca de su casa y con quince años se inscribió en una escuela de vuelo sin motor sin decírselo a sus padres.
En 1937, con solo 16 años, realizó su primer vuelo en solitario y su primer salto en paracaídas. A despecho de la oposición de sus padres, siguió adelante con su pasión y obtuvo la licencia de vuelo. Aunque fue inicialmente rechazada en una escuela de pilotos, gracias a la recomendación de Polina Osipenko consiguió ser admitida en la academia militar de aviación de Jersón, en la que se graduó a los dieciocho años y en la que permaneció como instructora de vuelo.

### Segunda Guerra Mundial
Cuando estalló la Gran Guerra Patria, Popova, cuyo hermano Leonid había muerto en el frente y cuya casa familiar había sido requisada por las tropas alemanas, se presentó voluntaria como piloto militar, pero fue inicialmente rechazada porque el mando excluía a las mujeres de misiones de combate. Sin embargo, en octubre de 1941, por influencia de Marina Raskova, Stalin dio la orden de desplegar tres regimientos aéreos exclusivamente femeninos, lo que permitió a Nadia incorporarse. Raskova la envió a Engels, a unirse al numeroso grupo de mujeres que recibían entrenamiento como pilotos y navegantes.
Cuando concluyó su período de formación, ya en el verano de 1942, Popova se incorporó al 588.º Regimiento de Bombardeo Nocturno, equipado con los anticuados biplanos Polikarpov Po-2 y que llegaría a ser conocido por las tropas alemanas como Nachthexen: las «Brujas de la Noche».
Desde un principio, la mayoría de las aviadoras soviéticas se esforzaron para conservar su especificidad femenina en las condiciones extremas de la contienda. Así, hacían lo posible por conservar el cabello más largo de lo reglamentario y por feminizar su ropa de combate, mal adaptada de los uniformes masculinos. Nadia, a pesar de la prohibición de portar de joyas, siempre voló llevando un pequeño broche en forma de escarabajo, que consideraba su talismán. Del mismo modo, no se separaba de un espejo de marco de carey, en el que tras cada vuelo se ahuecaba el cabello, aplastado por el casco; y junto a su catre de campaña guardaba una blusa blanca de seda y un largo pañuelo azul del mismo material, por si se presentaba la ocasión de vestirse como una «mujer atractiva».
Las tácticas de combate de las «Brujas de la Noche» eran extremadamente temerarias, teniendo en cuenta que volaban sin paracaídas, en aparatos con un armamento muy ligero, sin equipos de radio y con cabinas descubiertas. Era frecuente que atacaran en parejas, un avión detrás del otro, de modo que el primero concentraba el fuego de la defensa antiaérea y el segundo podía esquivarla, con el motor parado para planear en silencio hasta descargar sus bombas. Cuando lo había conseguido, si el primer avión continuaba en el aire, ambos intercambiaban sus posiciones, de modo que el que ahora estaba vacío servía de señuelo para que el otro pudiese soltar su carga de bombas. En una ocasión en que Popova comandaba una escuadrilla de bombarderos, ocho de sus compañeras murieron al ser sorprendido el grupo por un ataque de cazas alemanes.
En 1942 Popova participó en una misión de socorro, volando a través del fuego enemigo sobre Novorosíisk para lanzar alimentos, agua y suministros médicos a las tropas del Ejército Rojo atrapadas en Málaya Zemlia. En esa ocasión tuvo que volar tan bajo que podía escuchar los vítores de las tropas auxiliadas, y a la vuelta de la misión contó hasta cuarenta y dos impactos de bala en el fuselaje de su avión.
Popova fue derribada varias veces en los tres años que pasó volando, pero nunca resultó herida de consideración. El 2 de agosto de 1942 realizaba una misión diurna de reconocimiento en el Cáucaso Norte cuando fue atacada por cazas de la Luftwaffe y se vio obligada a hacer un aterrizaje de emergencia cerca de Cherkesk. Mientras trataba de volver a su unidad, se unió a una columna en retirada y en ella conoció a un piloto de caza, Semión Jarlamov, que viajaba entre los heridos, leyendo tranquilamente El Don apacible. Aunque no podía verle la cara, oculta por las vendas, Nadia se enamoró de quien más tarde sería su marido.
A medida que las tropas del Eje se iban retirando de las zonas ocupadas, la unidad de Popova fue siguiendo el frente a través de Bielorrusia y Polonia, entrando más tarde en Alemania. En los cielos polacos Popova alcanzó su récord de dieciocho salidas en una sola noche. En conjunto, Popova realizó 852 misiones de combate como piloto del 588.º Regimiento de Bombardeo Nocturno. El 8 de febrero de 1943, recibió el rango de Guardias y pasó a llamarse 46.º Regimiento de Bombardeo Nocturno de la Guardia, y un poco más tarde recibió el nombre honorífico de «Taman» por su destacada actuación durante los duros combates aéreos en la península de Tamán, en 1943 (véase batalla del cruce del Kubán). Popova llegó a ser vicecomandante del regimiento.

### Posguerra

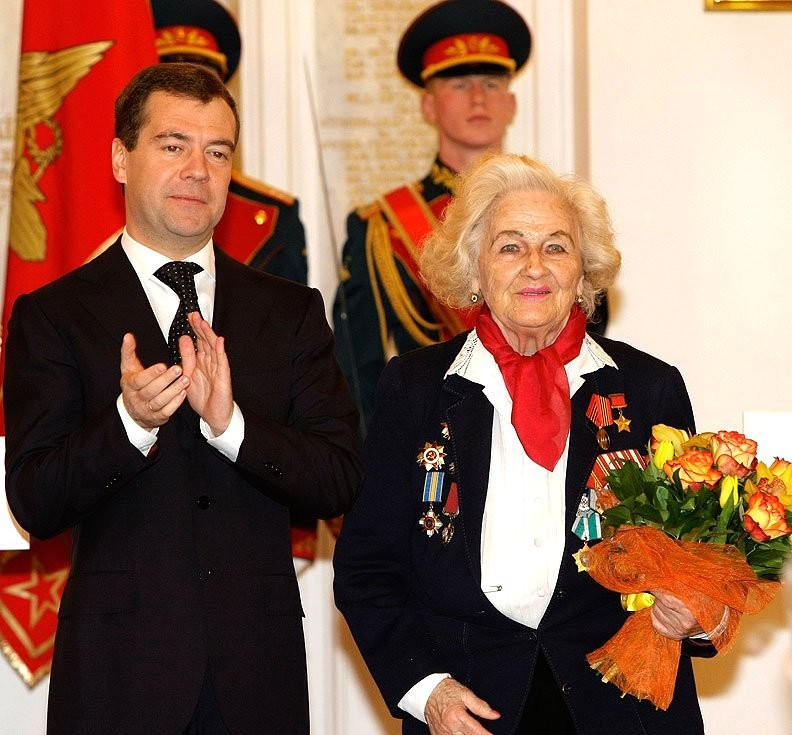
Nadezhda Popova en 2009

Nada más acabar la guerra, Semión Jarlamov fue a buscar a Nadia a su aeródromo cerca de Berlín. Tras escribir sus nombres en las ruinas del Reichstag, ambos contrajeron matrimonio y permanecieron unidos hasta el fallecimiento de Semión en 1990. Jarlamov, también Héroe de la Unión Soviética, permaneció en el Ejército Rojo hasta su retiro con el grado militar de coronel general de la Fuerza Aérea soviética.
El 46.º Regimiento de Guardias de Bombardeo Nocturno fue disuelto en octubre de 1945 y Popova regresó a Donetsk, donde recibió la bienvenida de una heroína, con desfile, banda de música y flores arrojadas al paso de su automóvil. La ceremonia concluyó en el teatro de la ciudad, donde la vitorearon 2000 personas, entre ellos uno de los sobrevivientes de Málaya Zemlia a los que había auxiliado.
Popova se retiró del Ejército Rojo en 1952, con el grado de mayor. A partir de entonces desempeñó diversos cargos en asociaciones de veteranos, fue elegida para puestos en las administraciones locales e incluso fue diputada del Sóviet Supremo de la Unión Soviética.
En una entrevista concedida en 2010, Popova manifestó:

A veces fijo la mirada en la oscuridad del cielo nocturno y cierro los ojos. Todavía puedo imaginarme como una chica joven, allí arriba en mi pequeño bombardero. Y entonces me pregunto: "Nadia, ¿cómo lo hiciste?"

Nadezhda Popova murió el 6 de julio de 2013.Víktor Yanukovich, el entonces presidente de Ucrania, anunció públicamente su muerte. Le sobrevive su hijo Alexander Jarlamov, general de la Fuerza Aérea de Bielorrusia.

## Condecoraciones
- Heroína de la Unión Soviética (Decreto de 23 de febrero de 1945; medalla n.º 4858)[1]
- Orden de Lenin
- Orden de la Bandera Roja, tres veces
- Orden de la Guerra Patria de 1.er grado, tres veces
- Orden de la Insignia de Honor
- Orden de la Amistad
- Orden al Mérito por la Patria[1]
- Ciudadana de Honor de Donetsk